# Vicky Mantegazza
Vittoria Mantegazza, detta Vicky (26 settembre 1965), è un'imprenditrice svizzera.

## Biografia
Vicky Mantegazza, sposata e la quarta di cinque fratelli, è nata a Sorengo il 26 settembre 1965 da Elena Carlotta Mantegazza-Vanini e Geo Mantegazza, imprenditore svizzero.
Dopo aver concluso i suoi studi, ha intrapreso la sua carriera lavorativa presso l'azienda di famiglia, l’Immobiliare Mantegazza SA, assumendo il ruolo di amministratrice immobiliare.
Per dodici anni, ha guidato il Ladies Team dell'HC Lugano, conseguendo la promozione in DNA, sei titoli nazionali e numerose vittorie a livello internazionale, tra cui la conquista della medaglia di bronzo nella Final Four dell'European Women's Champions Cup.
Nell'autunno del 2008 entra a far parte del Consiglio di amministrazione dell'Hockey Club Lugano SA, diventandone poi vicepresidente un anno dopo. Il 22 giugno 2011 ha assunto il ruolo di Presidente dell’Hockey Club Lugano SA, militante nella National League. Nel suo Palmares ha due medaglie d’argento nel massimo campionato svizzero e due secondi posti alla Coppa Spengler.
L’11 ottobre del 2021 le viene consegnato da parte del Sindaco della Città di Lugano, Onorevole Michele Foletti, il premio al merito sportivo.
Inserita nell’edizione di 101 donne di successo in Ticino, nel 2023 viene nominata da Women in Business nella Top 100 Svizzera.

Attualmente, oltre a ricoprire il ruolo di Presidente dell’Hockey Club Lugano SA, è Presidente dell’Immobiliare Mantegazza SA e vicepresidente della G.EMME Properties SA, società che detiene le proprietà della Famiglia Mantegazza. 